# 集光力
集光力（しゅうこうりょく　light-gathering power）は、天文用語で天体望遠鏡の対物レンズ又は反射鏡の有効径が肉眼に対してどれくらい光を集められるかを示した数値。肉眼の瞳孔7mmの面積を基準として、口径の有効面積を割った倍率として表される。

## 解説
集光力＝口径^2÷49で表される（例:口径100mmで射出瞳が7mmになる14倍の時、集光力は204倍）。
倍率が変化した場合の式は、天体に広がりがある場合と、恒星の場合の補正式がある。
恒星集光力
恒星集光力＝（口径^2÷49）÷（（1÷（口径÷倍率））＋0.86）
面積集光力
面積集光力＝（口径^2÷49）÷（倍率÷（口径÷7.14））
※ただし、有効際低倍率から有効最高倍率の範囲であること。
口径100mmで倍率100倍ならば、恒星集光力109.7倍、面積集光力は28.6倍になる。
等級に換算すれば、14倍で11.77等、100倍で、恒星11.1等、星雲など面積があれば9.64等が限界等級になる（等級＝2.5×Log（集光力）＋6）。